# 大野東人
大野 東人（おおの の あずまびと）は、奈良時代の公卿・武人。糺職大夫・大野果安の子。姓は君のち朝臣。官位は従三位・参議。

## 経歴
和銅7年（714年）布勢人と共に騎兵170騎を率いて三椅（平城京門外）で新羅使の入京を迎える（この時の位階は正七位上）。養老3年（719年）正六位下から二階昇進して従五位下に昇叙。
神亀元年（724年）2月に聖武天皇の即位後まもなく従五位上に叙せられる。同年3月に海道の蝦夷が反乱を起こして、陸奥大掾・佐伯児屋麻呂を殺害する。この反乱を鎮圧するために4月に持節大将軍・藤原宇合以下の遠征軍が派遣され、11月に帰還しているが、東人は副将軍格で従軍したらしく、多賀柵を築いた。翌神亀2年（725年）軍功に対する叙勲位が行われた際、従三位・勲二等の宇合に次いで、東人は従四位下・勳四等を授けられている。天平元年（729年）陸奥鎮守将軍に任じられていた東人は、鎮兵の功績に対する叙位を上奏して許され、功績第一等の者30名への二階昇進などの叙位が行われた。天平3年（730年）従四位上に叙せられる。その後も蝦夷の開拓を進め、天平5年（733年）にはそれまで最上川河口付近（現在の庄内地方）にあった出羽柵を雄物川河口付近（現在の秋田市付近）に移している。
天平9年（737年）正月に陸奥按察使兼鎮守将軍の任にあった東人は、多賀柵から出羽柵への直通連絡路を開通させるために、その経路にある男勝村の征討許可を朝廷に申請した。これに応じて兵部卿・藤原麻呂が持節大使に任じられ、2月に関東6カ国の騎兵1000騎を率いて多賀柵へ到着した。3月1日に東人は精鋭の騎兵196騎、鎮兵499人、陸奥国兵5000人、帰順した夷狄249人を率いて色麻柵（現在の宮城県加美郡加美町城生か）から遠征に出発、奥羽山脈を横断し、男勝村の蝦夷を帰順させて奥羽連絡通路を開通した。3月11日には東人は多賀柵に戻り、連絡通路開通について大使・藤原麻呂に報告を行っている。
天平11年（739年）陸奥国按察使兼鎮守府将軍に大養徳守を兼ねていたが、参議に任じられ公卿に列す。
天平12年（740年）9月に大宰少弐・藤原広嗣が九州で挙兵。東人は持節大将軍に任じられ、五道から徴発された1万7000人を率いて広嗣の討伐を命じられた。9月末に東人は長門国へ至ると、佐伯常人・阿倍虫麻呂に先発隊を率いさせて渡海させ板櫃鎮（豊前国企救郡）を攻略。10月に広嗣軍1万騎が板櫃河に到着して、佐伯常人らの官軍6000人余と会戦、官軍が広嗣軍を破る。10月23日官軍は船で海上に逃れていた広嗣を捕らえ、11月1日に東人は広嗣とその弟綱手を斬った（藤原広嗣の乱）。
天平13年（741年）藤原広嗣の乱を鎮圧した勲功により従四位上から三階昇進して従三位に叙せられる。同年聖武天皇が恭仁京に遷都した際、旧都平城京の留守役に任じられる。天平14年（742年）11月2日薨去。最終官位は参議従三位。

## 官歴
『続日本紀』による。
- 和銅7年（714年） 12月26日：見正七位上
- 時期不詳：正六位下
- 養老3年（719年） 正月13日：従五位下
- 神亀元年（724年） 2月22日：従五位上
- 神亀2年（725年） 閏正月22日：従四位下（越階）、勳四等
- 天平元年（729年） 9月14日：見陸奥国鎮守将軍
- 天平3年（730年） 正月27日：従四位上
- 天平9年（737年） 正月22日：見陸奥按察使兼鎮守将軍
- 天平11年（739年） 4月21日：参議、陸奥国按察使兼鎮守府将軍大養徳守如元
- 天平12年（740年） 9月3日：持節大将軍（藤原広嗣追討）
- 天平13年（741年） 閏3月5日：従三位（越階）
- 天平14年（742年） 11月2日：薨去（参議従三位）

## 系譜
- 父：大野果安[7]
- 母：不詳
- 生母不明の子女
  - 女子：大野仲仟[8]（?-781） - 尚侍兼尚蔵、藤原永手正室